# Géza Antal
Géza Antal (n. 17 martie 1866, Tata-d. 30 decembrie 1934, Pápa) a fost un scriitor, autor de texte teologice reformate și episcop reformat maghiar din Ungaria.